# 崇謙堂村

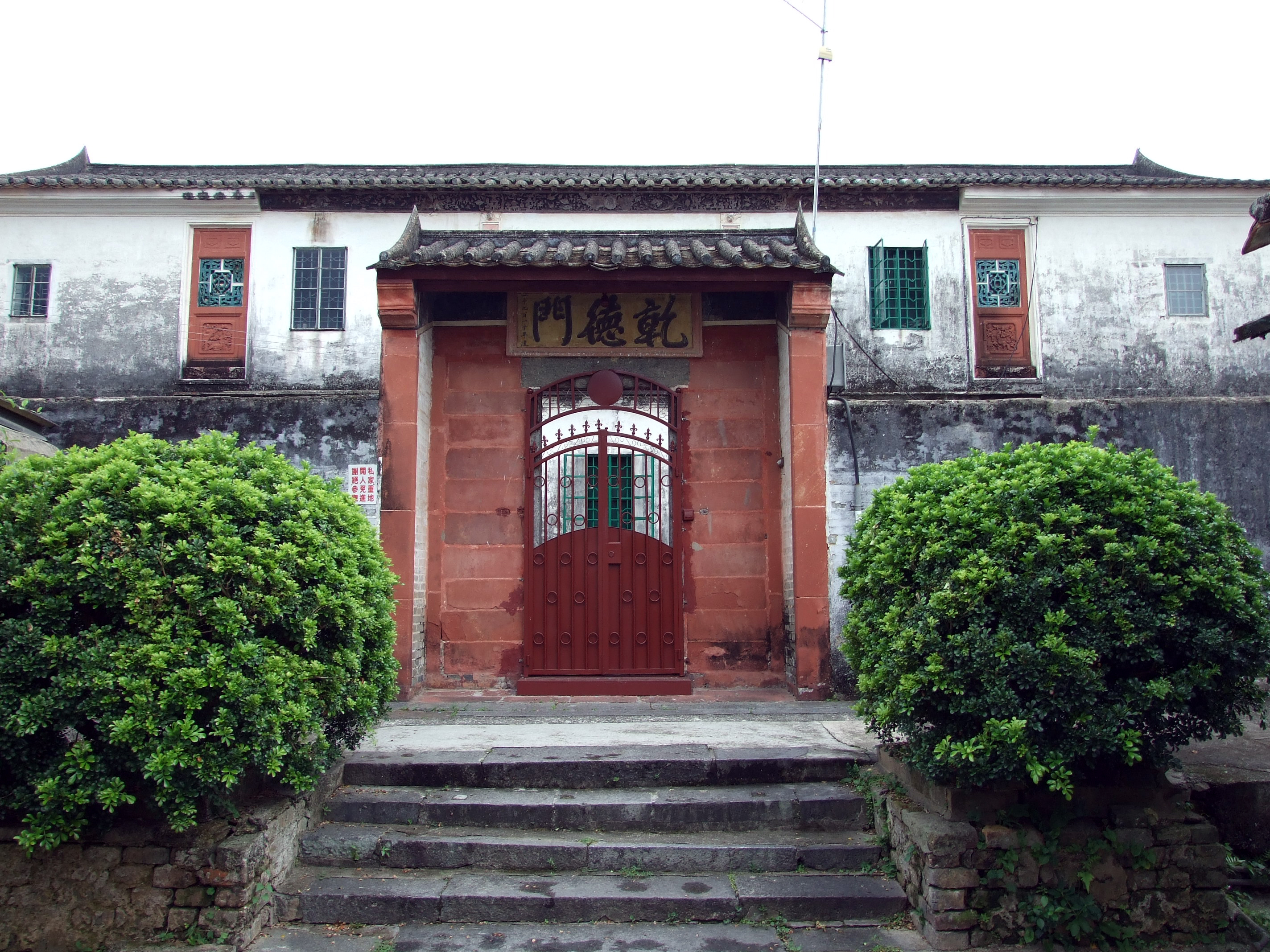
乾德門

崇謙堂村原地名松冚塘，位於新界粉嶺，1903年由退休的客籍巴色差會傳教士凌啟蓮牧師創立，是一個客家基督徒社區，是罕有有教堂無祠堂的新界圍村。

## 歷史

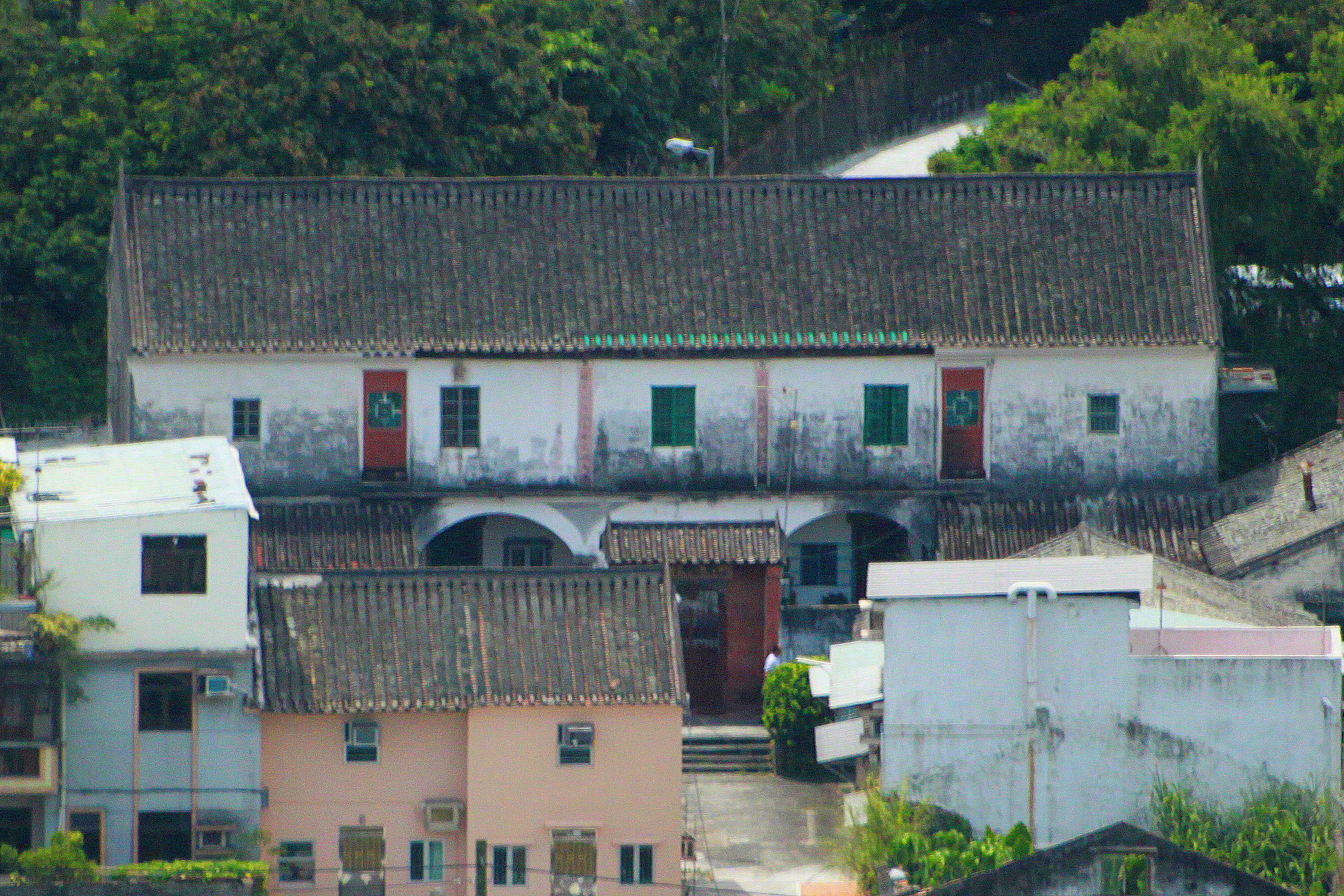
乾德樓

凌啟蓮是首批跟隨巴色差會傳教士韓山明（Theodore Hamberg）到深圳寶安縣傳教的中國人。1903年凌啟蓮退休後偕同家人由廣東省寶安縣布吉鄉來到新界粉嶺購買田地發展農業並在該區傳教。當時崇謙堂村現址尚為一片禾田，凌牧師擲資購買田地並建造村屋數間，以安置佃農。
村內有名為「乾德樓」的兩間村屋，建於1910年，是兩層高的客家式的住宅，為崇謙堂第一所崇拜用之禮拜堂，在新教堂啟用後，則作為傳道人住所，為彭樂三與凌善元牧師的故居，外有矮牆，大門上刻「乾德門」。基於乾德樓的獨特建築特色，古物古蹟辦事處將之列為一級歷史建築。
署理華民政務司徐家祥及香港中文大學崇基學院創辦人凌道揚皆為崇謙堂村原居民。